# 증평군의 향토유적
증평군의 향토유적은 「문화재보호법」및「충청북도 문화재 보호 조례」에 따라 문화재로 지정되지 아니한 문화재 중 다음 각 호에 해당하는 것을 말한다.
1. 향토적·역사적·예술적·학술적·경관적으로 보존가치가 있는 것
2. 향토문화, 토속, 풍속 등을 연구 또는 보존관리 하는 데 필요한 것
3. 동물, 식물, 광물 등 지질학적·생물학적 생성물과 그 밖에 자연현상으로 보존가치가 있는 것

## 지정 목록
| 번호 | 그림 | 명칭                                                                        | 소재지                       | 소유자 (관리자)    | 지정·해제일자                                                         | 비고 |
| ---- | ---- | --------------------------------------------------------------------------- | ---------------------------- | ------------------ | --------------------------------------------------------------------- | ---- |
| 1호  |      | 단군전 (檀君殿)                                                             | 증평군 증평읍 증평리 387     | 증평군             | 2004년 4월 30일 지정                                                  |      |
| 2호  |      | 기성전 (箕聖殿)                                                             | 증평군 도안면 노암리 159-1   | 청주한씨 종중      | 2004년 4월 30일 지정                                                  |      |
| 3호  |      | 정후사 (靖厚祠)                                                             | 증평군 도안면 도당리 767-3   | 곡산연씨종중       | 2004년 4월 30일 지정                                                  |      |
| 4호  |      | 양무공사 (襄武公祠)                                                         | 증평군 증평읍 죽리 101       | 평해황씨종중       | 2004년 4월 30일 지정                                                  |      |
| 5호  |      | [[]]                                                                        | 증평군                       |                    | 2004년 4월 30일 지정, 해제일자 미상                                   |      |
| 6호  |      | 김득신 묘소 (金得臣 墓所)                                                   | 증평군 증평읍 율리 산8-1     |                    | 2004년 4월 30일 지정, 2014년 1월 3일 해제, 충북 기념물 제160호로 승격 |      |
| 7호  |      | [[]]                                                                        | 증평군                       |                    | 2004년 4월 30일 지정, 해제일자 미상                                   |      |
| 8호  |      | 송정리 고인돌 (松亭里 고인돌)                                               | 증평군 도안면 송정리 353-4   | 김정수             | 2004년 4월 30일 지정                                                  |      |
| 9호  |      | 대장장이                                                                    | 증평군 증평읍 중동리 87      | 최용진             | 2005년 5월 24일 지정                                                  |      |
| 10호 |      | 청주양씨 묘역 (淸州陽氏 墓域)                                               | 증평군 증평읍 내성리 산38    | 청주양씨종중       | 2005년 5월 24일 지정                                                  |      |
| 11호 |      | 구계서원지 (龜溪書院址)                                                     | 증평군 증평읍 남차리 산9     | 이청자,김각중      | 2005년 5월 24일 지정                                                  |      |
| 12호 |      | 장뜰두레놀이                                                                | 증평군 증평읍 남하리 91      | 장뜰두레농요보존회 | 2005년 5월 24일 지정                                                  |      |
| 13호 |      | 초계주씨 주명흠묘소 하마석 및 문인석 (草溪周氏 周命欽墓所 下馬石 및 文人石) | 증평군 증평읍 남하리 산45    | 초계주씨종중       | 2007년 10월 15일 지정                                                 |      |
| 14호 |      | 정수명 영세불망비 (鄭洙明 永世不忘碑)                                       | 증평군 증평읍 덕상리 산110-1 | 증평군             | 2007년 10월 15일 지정                                                 |      |
| 15호 |      | 연충수 묘소 및 기적비 (延忠秀 墓所 및 記蹟碑)                               | 증평군 도안면 송정리 산33    | 곡산연씨종중       | 2009년 10월 21일 지정                                                 |      |
| 16호 |      | 연종록 부부 정효각 (延種祿 夫婦 旌孝閣)                                     | 증평군 도안면 화성리 91      | 곡산연씨종중       | 2009년 10월 21일 지정                                                 |      |
| 17호 |      | 영산신씨 초당공파 묘역                                                      | 증평군 증평읍 덕상리 산56-1  | 영산신씨종중       | 2009년 10월 21일 지정                                                 |      |
| 18호 |      | 곡산부원군 연사종 묘소 (谷山府院君 延嗣宗 墓所)                             | 증평군 도안면 화성리 산52-1  | 곡산연씨종중       | 2013년 12월 15일 지정                                                 |      |

## 참고 문헌
- 증평군 홈페이지 - 고시/공고